# 沃爾科特角
69°5′S 63°19′W / 69.083°S 63.317°W

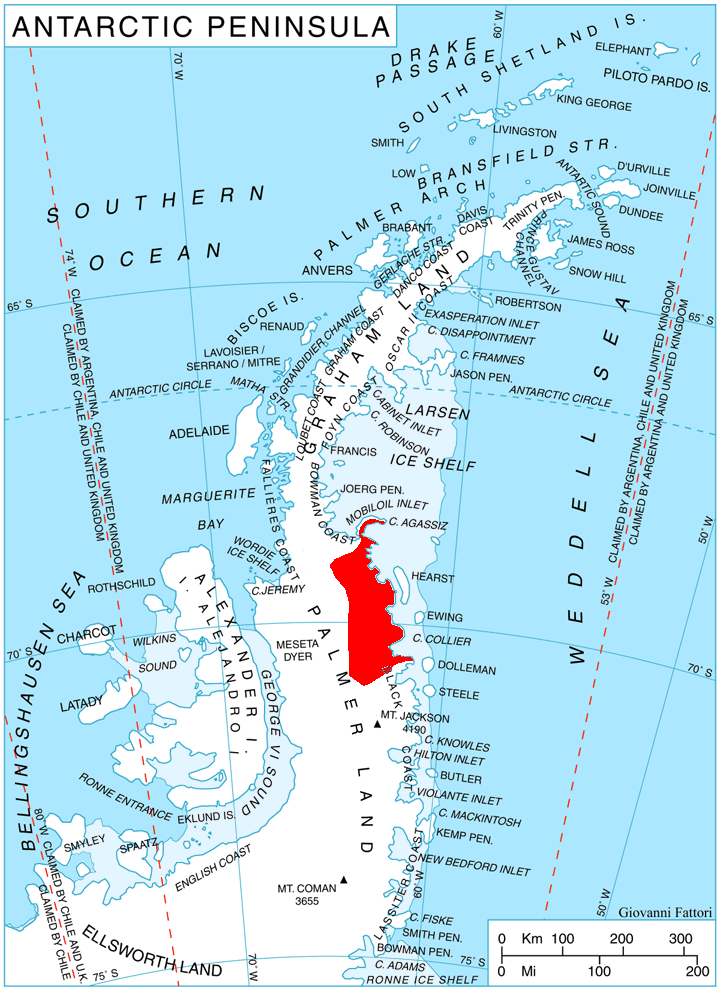

沃爾科特角是南極洲的海岬，位於帕爾默地，處於伯蒂亞斯灣入口處北部，是斯克里普斯高地的末端，海拔高度625米，在1928年由澳大利亞探險家命名，現時由南極條約體系管理。